# 0824

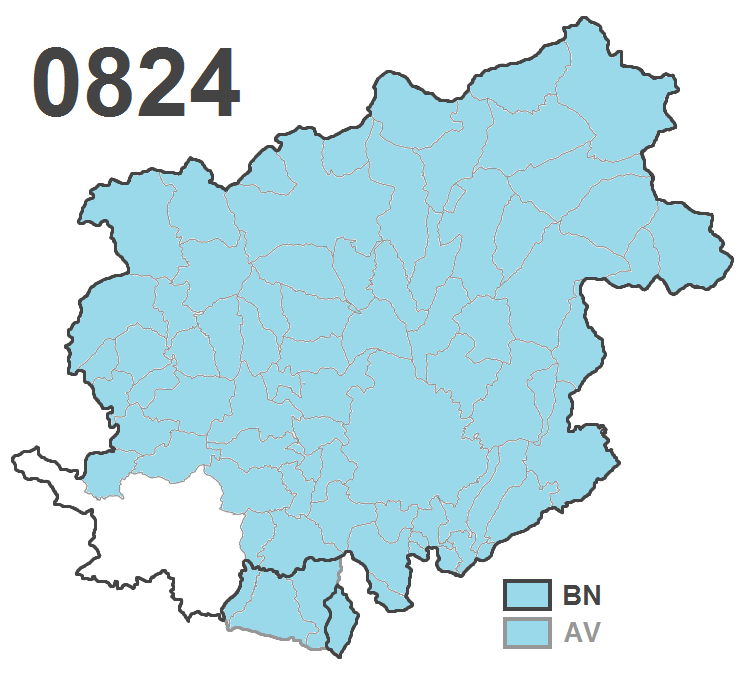
Distretto telefonico di Benevento, corrispondente al prefisso 0824

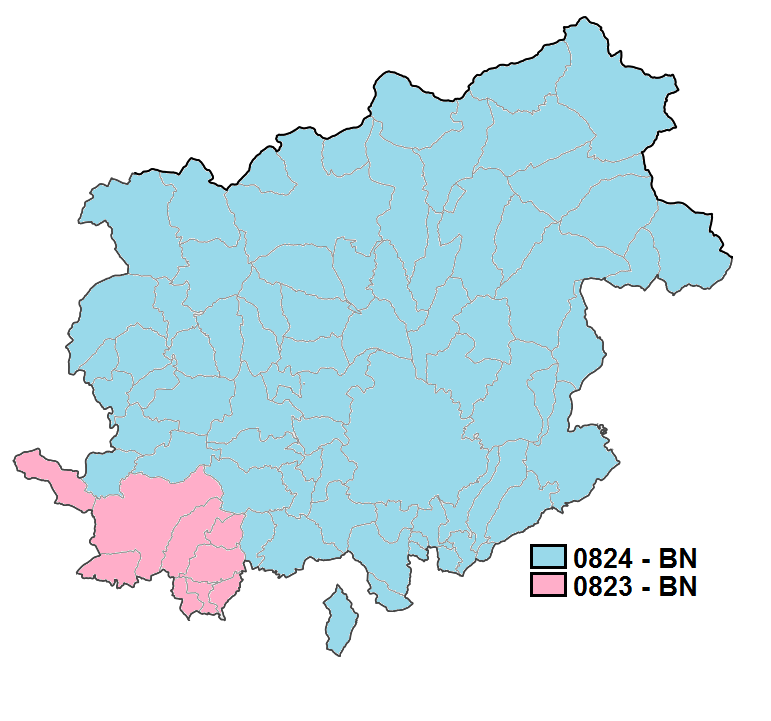
Mappa dei prefissi telefonici nella provincia di Benevento (0823 in rosa)

0824 è il prefisso telefonico del distretto di Benevento, appartenente al compartimento di Napoli.
Il distretto comprende gran parte della provincia di Benevento e alcuni comuni della provincia di Avellino. Confina con i distretti di Campobasso (0874) a nord, di Foggia (0881) a est, di Avellino (0825) a sud, di Napoli (081) a sud-ovest e di Caserta (0823) a ovest.

## Aree locali e comuni
Il distretto di Benevento comprende 72 comuni inclusi nelle 4 aree locali di Benevento (ex settori di Benevento e Montesarchio), Cerreto Sannita (ex settori di Cerreto Sannita, Paduli, Pesco Sannita e Pontelandolfo), Foiano di Val Fortore (ex settori di Colle Sannita, Foiano di Val Fortore e Morcone) e Telese Terme (ex settori di Foglianise e Telese Terme). I comuni compresi nel distretto sono: Amorosi, Apice, Apollosa, Arpaise, Baselice, Benevento, Bonea, Buonalbergo, Calvi, Campolattaro, Campoli del Monte Taburno, Casalduni, Castelfranco in Miscano, Castelpagano, Castelpoto, Castelvenere, Castelvetere in Val Fortore, Cautano, Ceppaloni, Cerreto Sannita, Cervinara (AV), Circello, Colle Sannita, Cusano Mutri, Dugenta, Faicchio, Foglianise, Foiano di Val Fortore, Fragneto l'Abate, Fragneto Monforte, Frasso Telesino, Ginestra degli Schiavoni, Guardia Sanframondi, Melizzano, Molinara, Montefalcone di Val Fortore, Montesarchio, Morcone, Paduli, Pago Veiano, Pannarano, Paupisi, Pesco Sannita, Pietraroja, Pietrelcina, Ponte, Pontelandolfo, Puglianello, Reino, Rotondi (AV), San Bartolomeo in Galdo, San Giorgio del Sannio, San Giorgio La Molara, San Leucio del Sannio, San Lorenzello, San Lorenzo Maggiore, San Lupo, San Marco dei Cavoti, San Martino Sannita, San Martino Valle Caudina (AV), San Nazzaro, San Nicola Manfredi, San Salvatore Telesino, Santa Croce del Sannio, Sant'Angelo a Cupolo, Sant'Arcangelo Trimonte, Sassinoro, Solopaca, Telese Terme, Tocco Caudio, Torrecuso e Vitulano .